# 베이거스 골든 나이츠
베이거스 골든 나이츠(영어: Vegas Golden Knights)는 미국 네바다주 라스베이거스 광역권을 연고지로 하는 프로 아이스하키 팀으로 NHL 서부 콘퍼런스 퍼시픽 디비전에 소속되어 있다. 미국 프로 스포츠 리그 (MLB, NFL, NBA, MLS, NHL) 중에서 라스베이거스를 연고로 하는 최초의 프로팀이다.

## 역대 홈경기장
| 경기장          | 사용기간    | 수용인원 | 장소                  | 비고 |
| --------------- | ----------- | -------- | --------------------- | ---- |
| T-모바일 아레나 | 2017년~현재 | 17,500명 | 네바다주 라스베이거스 | 빈칸 |

## 영구 결번
| 번호 | 선수명                     | 포지션 | 활동 기간 | 지정일          |
| ---- | -------------------------- | ------ | --------- | --------------- |
| 58   | 총기 난사 사건 희생자 58명 | —      | —         | 2018년 3월 31일 |

등번호 58번은 2017년 라스베이거스 총기 난사 사건으로 희생된 58명에게 애도를 표하기 위해, 2018년 3월 31일에 결번 지정됐다.
또한, 구단은 2000년 네셔널 하키 리그 올스타전에서 웨인 그레츠키를 기념하기 위해 리그 결번된 등번호 99번을 사용할 수 없다.

## 같이 보기
- 라스베이거스 에이시즈 (WNBA)